# SEPT5
SEPT5‏ (Septin 5) هوَ بروتين يُشَفر بواسطة جين SEPT5 في الإنسان.